# لقلق
اللَّقْلَق أو اللَّقلاق أبو دحيج  (الجمع: لقلالق) (الاسم العلمي: Ciconiidae) ويسمى في المنطقة المغاربية البلارج (باليونانية: Πελαργός)‏ طائر من الطيور المهاجرة كبيرة الحجم ذات الأرجل الطويلة ترى أعشاشه فوق المآذن وأبراج الخطوط الكهربائية وقمم الأشجار العالية. تقتات اللقالق على الحشرات والضفادع والفئران الصغيرة وأفراخ الأفاعي.
ويتابعه المتخصصين لدراسة حركة طيرانه وترحاله عن طريق مراقبته ووضع حلقات معدنية حول أسفل رجله تحوي معلومات خاصة يتبادلونها لمساعدتهم لدراسة أحواله.
يستبشر به العامة ويحافظون على أعشاشه فلا يخربونها، وقد يعاني مهندسو الصيانة عند تكليف عمالهم وفنيهم برفع أعشاشه من على الخطوط الكهربائية التي كثيرا ما تسبب دوائر قصر كهربائية خصوصا في الشتاء عندما تبتل أغصان وقش العش، فتراهم لايرفعونها بل يعيدون ترتيبها وأبعادها قليلا عن الأسلاك الكهربائية.
يوجد منها 19 نوعاً، تتميز جميعها بالأرجل الطويلة، وأجنحة واسعة، وتستطيع الوصول بطيرانها إلى ارتفاعات عالية بالجو، وهي تنتشر في معظم أنحاء العالم، أبرزها اللقلق الأبيض.

## هجرة اللقلق ومميزاته
أعداد كبيرة من طائر اللقلق توقفت عن الهجرة وذلك بسبب ارتفاع درجة حرارة كوكب الأرض.
وأوضح مولينا أن طائر اللقلق الأبيض طويل الساقين والعنق والمنقار وهو من الطيور التي يعشقها الإسبان وقد بلغت أعدادها في أحدث إحصاء لها وكان ذلك العام 2004 م، 33 ألف زوج،
اللقلق طائر جميل يملك عينين رائعتين تساعدانه على رؤية ممتازة أثناء الطيران، كذلك له منقار طويل ومستقيم، يستطيع أن يلتقط به الأسماك والضفادع وبعض الحشرات بسهولة، عندما يطير اللقلق يستطيع أن يميز وجهته ويمكنه بحس الاتجاه أن يسافر إلى المكان الذي يريد دون أن يضيع.

## الفصائل
تشمل لقالق شرقي أوروبا الأخرى أبا سعن واللقلق الأسود، واللقلق ذا العنق الصوفي. يعيش لقلق ماغوري ولقلق جابيرو في أمريكا الوسطى وأمريكا الجنوبية. وينمو الجابيرو إلى ارتفاع 1،5م ويزيد طول جناحه على مترين.
يعيش لقلق الغابة، وكان يسمى في السابق أبو منجل الغابة، في مستنقعات شجر السرو في فلوريدا بالولايات المتحدة، كما يعيش في المناطق الساحلية بأمريكا الوسطى والجنوبية. ويبلغ ارتفاع هذا الطائر الكبير الأبيض ما يزيد على المتر قليلاً. ويغلب اللون الأسود على جانبي جناحيه السفليين وعلى ريش الذيل.

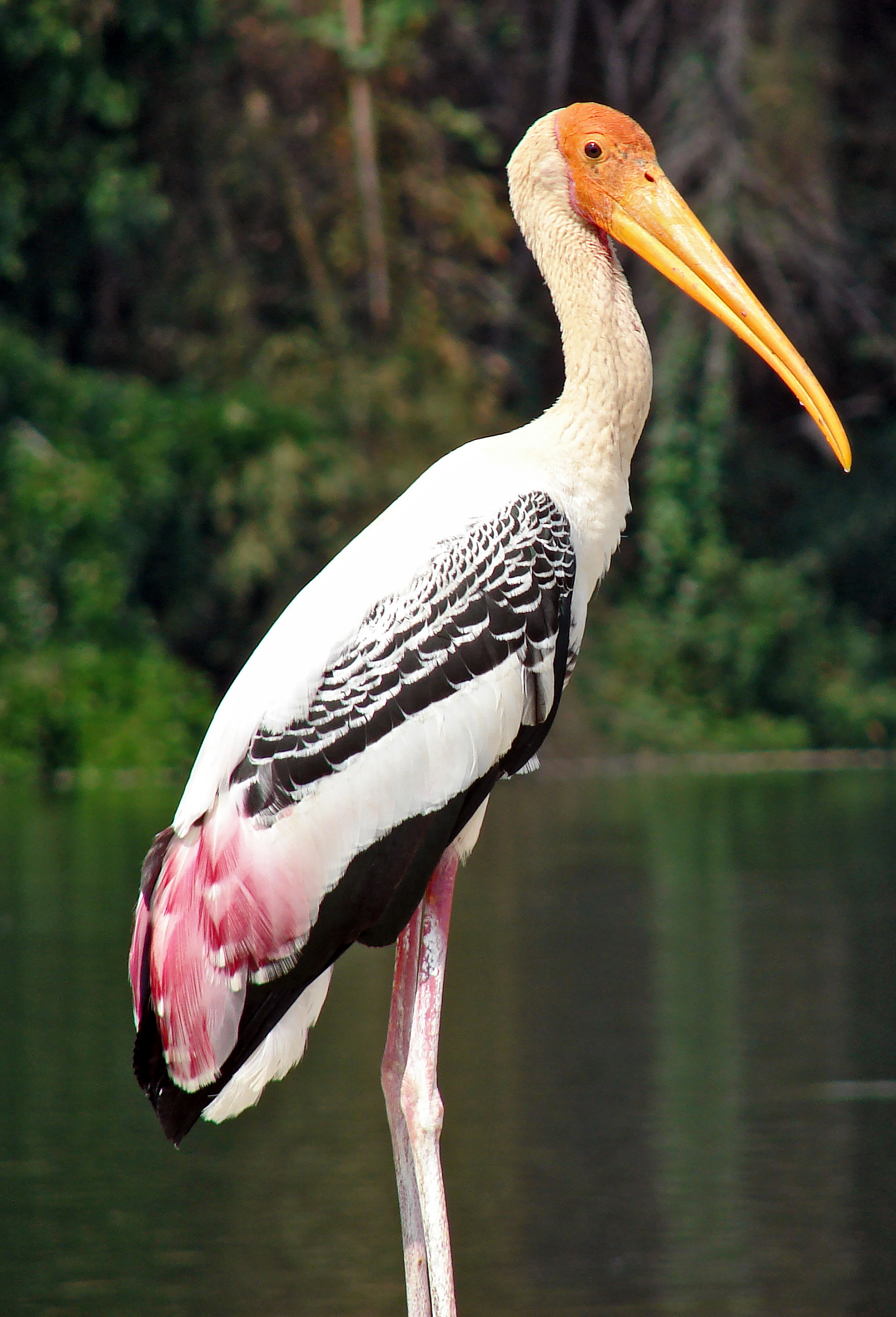
لقلق مطلي

- عائلة (أي تحت رتبة) لقلقية Ciconiidae

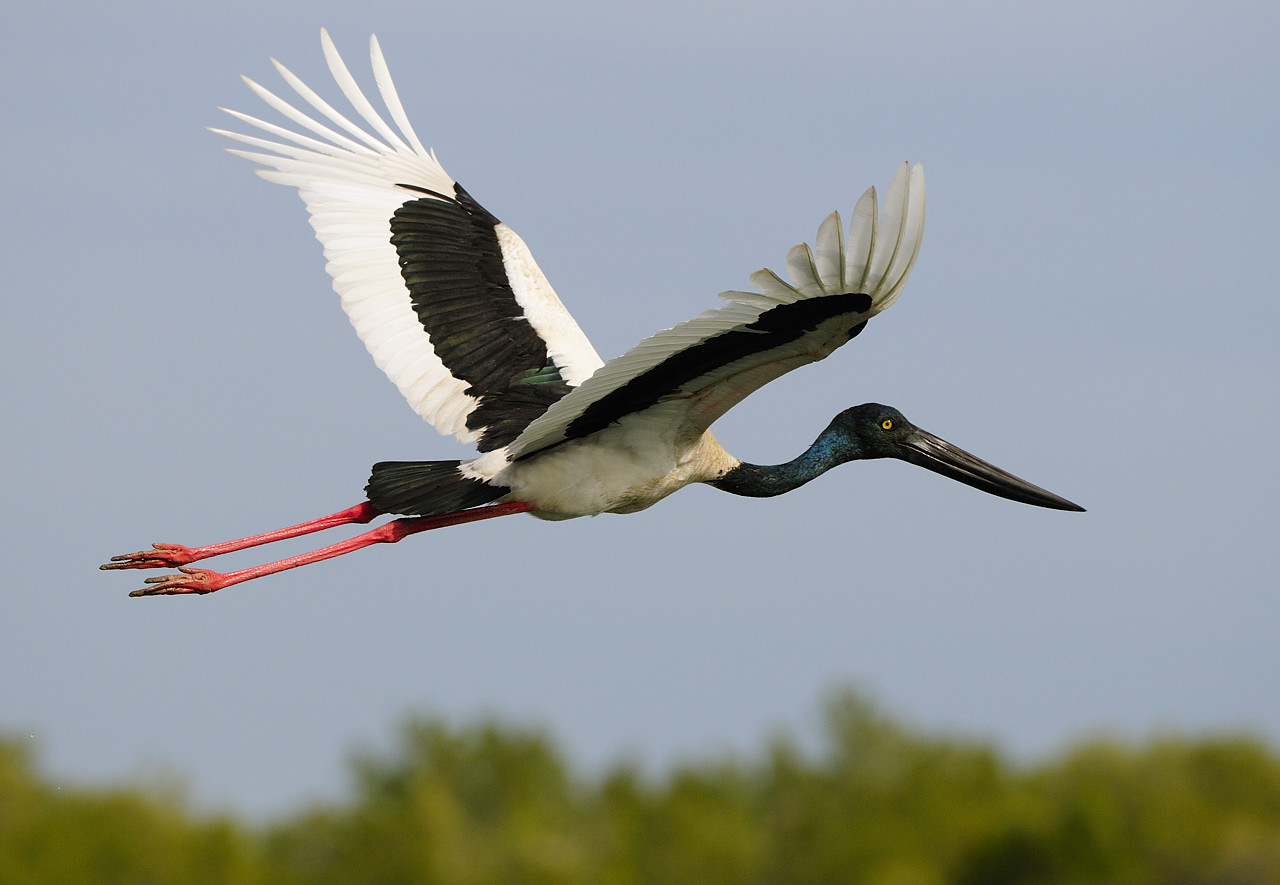
لقلق أسود العنق

  - جنس Mycteria :
    - لقلق لبني
    - لقلق أصفر المنقار
    - لقلق مطلي
    - لقلق خشبي

  - جنس Anastomus :
    - لقلق منفرج المنقار الآسيوي
    - لقلق منفرج المنقار الأفريقي

  - جنس Ciconia :
    - لقلق أبديم
    - لقلق صوفي العنق
    - لقلق ستروم
    - لقلق ماجواري
    - لقلق الأبيض الشرقي
    - لقلق الأبيض
    - لقلق الأسود

- - جنس Ephippiorhynchus :
    - لقلق أسود العنق
    - لقلق أبو سرج

  - جنس Jabiru
    - جابيرو

  - جنس Leptoptilos
    - أبو سعن الصغير
    - أبو سعن الكبير
    - أبو سعن الأفريقي